# Ли, Герман
Герман Ли (англ. Herman Li, кит. 李康敏, 3 октября 1976 года в Гонконге, Китай) — британский музыкант и продюсер китайского происхождения. Наибольшую известность получил как гитарист пауэр-метал-группы DragonForce.

## Музыкальный стиль
Ли говорит, что на его музыкальный стиль повлияли все жанры металла, а также музыка из ретро видео-игр. Он часто имитирует звуки из популярных игр конца 80-х начала 90-х годов. Например, в песне «Through the Fire And Flames» из альбома Inhuman Rampage Ли имитирует звуки из серии игр про Марио. Его стиль игры состоит из быстрых восходящих и нисходящих легато и стаккато, свиповых арпеджио, широких вибрато, двуручного тэппинга и других техник шреда. Ли говорит, что на формирование его стиля сильно повлияла игра Майкла Ромео из Symphony X.

## Награды и премии
- Metal Hammer Golden Gods 2009 — Лучший шред-гитарист (вместе с Сэмом Тотманом)
- Metal Hammer Golden Gods 2005 — Лучший шред-гитарист
- Guitar World 2007 — Лучший молодой талант по версии читателей (вместе с Сэмом Тотманом)
- Guitar World 2007 — Лучший рифф по версии читателей
- Guitar World  — 50 самых быстрых гитаристов
- Guitar World 2007 — Лучшее метал исполнение
- Total Guitar 2007 — Лучшее соло по версии читателей («Through the Fire and Flames»)
- Music Radar/Total Guitar 2017 – Лучшие метал-гитаристы мира
- Terrorizer 2006 — Лучший музыкант по версии читателей
- Terrorizer 2006 — Лучшее выступление “DragonForce” по версии читателей
- Terrorizer 2006 — Лучшая группа  “DragonForce” по версии читателей
- Grammy Awards 2009 — Лучшее исполнение группы “DragonForce”
- RIAA — платиновый сингл ‘Through the Fire and Flames”
- RIAA —  золотой диск ‘Inhuman Rampage’
- UK — серебряный диск  ‘Inhuman Rampage’